# لیپتوسکی میکولاش
لیپتوسکی میکولاش (به آلمانی: Liptau-Sankt-Nikolaus) یک شهرک با جمعیت ۳۲٬۷۸۶ نفر که در Liptovský Mikuláš District، اسلواکی واقع شده‌است.